# Polypótamo (Flórina)
Polypótamo, en grec moderne : Πολυπόταμο, ou Polypótamos (Πολυπόταμος), auparavant appelé Neréti (Νερέτη), est un village du dème de Flórina, district régional de Flórina, en Macédoine-Occidentale, Grèce. 
Selon le recensement de 2011, la population du village compte 314 habitants.